# Барњи
Барњи (фр. Bargny) насеље је и општина у североисточној Француској у региону Пикардија, у департману Оаза која припада префектури Санлис.
По подацима из 2011. године у општини је живело 297 становника, а густина насељености је износила 39,39 становника/km². Општина се простире на површини од 7,54 km². Налази се на средњој надморској висини од 136 метара (максималној 139 m, а минималној 105 m).

## Демографија
| 1962. | 1968. | 1975. | 1982. | 1990. | 1999. | 2011. |
| ----- | ----- | ----- | ----- | ----- | ----- | ----- |
| 135   | 160   | 158   | 177   | 207   | 215   | 297   |

График промене броја становника у току последњих година